# Шалфей вербеновый
Шалфе́й вербе́новый (лат. Sálvia verbénaca) — многолетнее растение, вид рода Шалфей (Salvia) семейства Яснотковые (Lamiaceae).

## Распространение и экология
Встречается в Северной (Британские острова, Ирландия) и Южной Европе, Закавказье, Северной Африке и на Ближнем Востоке.
Растёт на лугах, по сухим склонам, на известняках, как сорное в насаждениях винограда.

## Ботаническое описание
Растение высотой 15—50 см. Стебель простой, значительно длиннее соцветия, реже равен ему, от основания опушённые.
Листья преимущественно в нижней части стебля, яйцевидные или продолговато-яйцевидные, тупые, при основании слабо сердцевидные или округлые, глубоко выемчато и неравно зубчатые, иногда почти лопастные, слабо морщинистые, с обеих сторон голые, по жилкам слабо опушённые, длинночерешковые, черешок в полтора раза длиннее пластинки. Стеблевые листья несколько меньших размеров, иногда яйцевидные, короткочерешковые, острые, мелкозубчатые. Прицветные при основании ветвей — широколанцетные, глубоко зубчатые, острые; прицветные при ложных мутовках — почти округлые, поперечно эллиптические, коротко остроконечные, сверху голые, снизу густо опушённые.
Соцветие простое или с одной, реже двумя, парами нижних ветвей, с 4—12 ложными 6-цветковыми мутовками; чашечка длиной 6—7 мм, густо опушённая; венчик синий, в полтора раза длиннее чашечки, верхняя губа серповидная, нижняя с широкой, почти округлой центральной лопастью и короткими, эллиптическими боковыми лопастями.
Орешки сглаженно трёхгранные, эллипсоидальные, диаметром 2,25 мм, тёмно-коричневые, гладкие.

## Классификация

### Таксономия
Вид Шалфей вербеновый входит в род Шалфей (Salvia) подсемейства Котовниковые (Nepetoideae) семейства Яснотковые (Lamiaceae) порядка Ясноткоцветные (Lamiales).
|  |                                      |  |                                                             |                                                             |                      |  | ещё 21 семейство (согласно Системе APG II) | ещё 21 семейство (согласно Системе APG II)  |                                             |  |  |  | ещё 110—130 родов | ещё 110—130 родов     |  |  |
|  |                                      |  |                                                             |                                                             |                      |  | ещё 21 семейство (согласно Системе APG II) | ещё 21 семейство (согласно Системе APG II)  |                                             |  |  |  | ещё 110—130 родов | ещё 110—130 родов     |  |  |
|  |                                      |  |                                                             | порядок Ясноткоцветные                                      |                      |  |                                            |                                             | подсемейство Котовниковые                   |  |  |  |                   | вид Шалфей вербеновый |  |  |
|  |                                      |  |                                                             | порядок Ясноткоцветные                                      |                      |  |                                            |                                             | подсемейство Котовниковые                   |  |  |  |                   | вид Шалфей вербеновый |  |  |
|  | отдел Цветковые, или Покрытосеменные |  |                                                             |                                                             | семейство Яснотковые |  |                                            |                                             | род Шалфей                                  |  |  |  |                   |                       |  |  |
|  | отдел Цветковые, или Покрытосеменные |  |                                                             |                                                             |                      |  |                                            |                                             |                                             |  |  |  |                   |                       |  |  |
|  |                                      |  | ещё 44 порядка цветковых растений (согласно Системе APG II) | ещё 44 порядка цветковых растений (согласно Системе APG II) |                      |  |                                            | ещё 7 подсемейств (согласно Системе APG II) | ещё 7 подсемейств (согласно Системе APG II) |  |  |  | ещё 700—900 видов |                       |  |  |
|  |                                      |  |                                                             | ещё 44 порядка цветковых растений (согласно Системе APG II) |                      |  |                                            |                                             | ещё 7 подсемейств (согласно Системе APG II) |  |  |  |                   |                       |  |  |